# Bupropion
Bupropion ranije poznat i kao amfebutamon (Wellbutrin, Zyban), atipični je antidepresiv koji se koristi u liječenju depresije te u svrhu prestanka pušenja. Također, često se pripisuje i kao adjuvant u slučaju „nepotpunog odgovora” na tipične serotonergike (SIPPS-e). Jedinstveno, bupropion ne izaziva seksualnu disfunkciju, porast tjelesne mase i nije povezan s dnevnom somnolencijom (pospanošću). Dapače, pokazao se djelotvornim u liječenju tzv. „atipičnih simptoma” depresije poput hipersomnije, hiperfagije i umora. Obično ima blage do umjerene nuspojave, ali nosi veći rizik od nastanka epileptičnih napadaja od većine drugih antidepresiva pa je potreban oprez u takvih bolesnika.
Česte nuspojave bupropiona uključuju suha usta (kserostomiju), mučninu, konstipaciju, nesanicu, anksioznost, tremor, tinitus i pretjerano znojenje (hiperhidrozu). Također, bupropion može inducirati porast krvnog tlaka. Rijetke, ali opasne nuspojave uključuju epileptične napadaje, toksičnost jetre, psihozu i rizik od predoziranja. Korištenje bupropiona u trudnica može biti povezano s povećanim rizikom za nastanak urođenih srčanih mana.
Bupropion djeluje kao inhibitor transportera  noradrenalina i dopamina, čime povećava koncentraciju ta dva neuroprijenosnika u sinapsama, te kao nekompetitivni antagonist nikotinskih receptora, čime blokira njihovo aktiviranje, što ima za mogući posljedični učinak (odnosno kasniju fazu kaskade neuralne signalizacije) promjenu u plastičnosti sinapsi i ekspresiji gena. No, utjecaj bupropiona na dopaminske transportere je relativno slab (oko 25 % pri dozama od 300 mg), ali klinički značajan. Kemijski, bupropion je aminoketon te pripada klasi supstituiranih amfetamina, iako s klinički značajno različitim djelovanjem.
Bupropion je 1969. otkrio indijsko-američki organski kemičar Nariman Mehta. Odobren je za korištenje od strane Američke uprave za hranu i lijekove (FDA) 1985. godine. Nalazi se na popisu esencijalnih lijekova Svjetske zdravstvene organizacije.

## Medicinska uporaba

### Depresija
Bupropion je djelotvoran u liječenju depresije. Istraživanja pokazuju da je antidepresivni učinak bupropiona sličan učinku drugih antidepresiva, iako, za razliku od serotonergika, nije zabilježeno značajno povećanje razine moždanog neurotrofnog čimbenika (BDNF-a). Inače, postoje dokazi koji sugeriraju da povećanje razine BDNF-a dovodi do smanjenja nesanice čime se tek posredno smanjuju simptomi depresije. Prema tome, moguće je da bupropion svoj učinak duguje jedinstvenome mehanizmu djelovanja. Za razliku od većine antidepresiva, čini se da bupropion ne uzrokuje reducirani spektar emocija (eng. emotional blunting). Također, bupropion je umjereno djelotvoran u liječenju apatije i anhedonije. 
Preko jesenskih i zimskih mjeseci, bupropion sprječava razvoj depresije u ljudi s rekurentnim sezonskim afektivnim poremećajem. Za sprječavanje pojave simptoma sezonske depresije, doze od 300 mg su učinkovite, no potrebno je početi sa 150 mg te  je nakon tjedan dana moguće povećati dozu. Također, bupropion ublažava simptome distimije, atipične depresije i depresije koja je dio bipolarnog poremećaja, iako nosi klinički značajan rizik od nastanka manije. Smanjenje depresivnih simptoma te postizanje eutimije (stanja normalnog raspoloženja) očekivano je nakon šest do osam tjedana.

### Prestanak pušenja
Bupropion djeluje na nikotinske receptore u mozgu te se pokazao kao koristan preparat u prestanku pušenja smanjujući simptome ustezanja od nikotina kao što su sniženo raspoloženje, iritabilnost, otežana koncentracija i pojačan apetit.
Liječenje bupropionom traje od sedam do dvanaest tjedana. Poslije toga, bupropion postupno gubi učinak u održavanju apstinencije od pušenja.
U djece i adolescenata, bupropion nije djelotvoran, a dokazi da bupropion pomaže u prestanku pušenja u trudnica su nedostatni.

### Poremećaj hiperaktivnosti i deficita pažnje (ADHD)
Postoje dokazi da je bupropion umjereno učinkovit u liječenju poremećaja hiperaktivnosti i deficita pažnje. Slično kao i atomoksetin, bupropion ima odgođeni nastup djelovanja na simptome ADHD-a, što je u suprotnosti s često propisivanim stimulansima, kao što je metilfenidat. Pretpostavlja se da bupropion smanjuje simptome ADHD-a zbog svojega učinka na noradrenalinske i dopaminergičke sustave u mozgu, a koji su upleteni u etiopatogenezi poremećaja hiperaktivnosti i deficita pažnje.

### Idiopatska hipersomnija
Bupropion je umjereno djelotvoran u liječenju prekomjerne dnevne pospanosti uzrokovane idiopatskom hipersomnijom.

### Pretilost
Postoje dokazi o učinkovitosti bupropiona u liječenju pretilosti. Kada se koristi u razdoblju od šest mjeseci do godine dana, rezultira u prosječnom gubitku od 2.7 kilograma. Kombinacija naltreksona i bupropiona, poznata kao Contrave, odobrena je za liječenje pretilosti od strane Američke uprave za hranu i lijekove (FDA).

### Protuupalna svojstva
Neke studije su pokazale da bupropion snižava razinu TNF-alfa upalnog medijatora pa je tako bupropion potencijalno koristan preparat u liječenju upalne bolesti crijeva, psorijaze i drugih autoimunih bolesti, ali potrebno je još dokaza koji podupiru ovu upotrebu. Općenito, bupropion u manjoj mjeri modulira imunološki sustav, a poznato je da je depresija povezana s oslabljenim imunološkim sustavom.

### Kronična bol
Postoje dokazi da bupropion posjeduje analgetička svojstva. Istraživanja provedena u SAD-u pokazuju da je bupropion koristan u liječenju određenih oblika kronične neuropatske boli. Bupropion je također djelotvoran kod liječenja reverznih vegetativnih simptoma fibromialgije.

### Sindrom kroničnog umora
Postoje dokazi da je strategija augmentiranja bupropiona sa selektivnim inhibitorima ponovne pohrane serotonina učinkovita u liječenju sindroma kroničnog umora (CFS-a). Postoji studija koja pokazuje da je bupropion ne samo koristan adjuvant fluoksetinu, već i učinkovit kao monoterapija u liječenju CFS-a.

## Nuspojave
Nuspojave bupropiona uglavnom su blagog do umjerenog inteziteta i gotovo uvijek su prolazne.

#### Vrlo česte nuspojave (mogu se javiti u više od 1 na 10 osoba):
- Nesanica
- Glavobolja
- Suha usta
- Mučnina, povraćanje

#### Česte nuspojave (mogu se javiti u manje od 1 na 10 osoba):
- Vrućica, omaglica, svrbež, znojenje, osip kože
- Drhtavica, opća slabost, umor, bol u prsnom košu
- Osjećaj tjeskobe
- Bol u trbuhu, zatvor, gubitak apetita
- Porast krvnog tlaka
- tinitus, poremećaji vida

#### Manje česte nuspojave (mogu se javiti u manje od 1 na 100 osoba):
- Osjećaj depresije
- Teškoće u koncentraciji
- Ubrzani rad srca (aritmija)
- Gubitak tjelesne težine

#### Rijetke nuspojave (mogu se javiti u manje od 1 na 1000 osoba):
- Napadaji

## Legalni status
U Rusiji je bupropion zabranjen i navodi se kao narkotik. U Australiji, Francuskoj i Velikoj Britaniji, lijek je licenciran isključivo za prestanak pušenja.